# Gasphasenzersetzung
Die Gasphasenzersetzung (englisch vapour phase decomposition, VPD) ist eine Probenpräparationsmethode der Analytischen Chemie zur Konzentrierung von vorrangig metallischen Verunreinigungen auf (Silizium-)Proben. Sie wird unter anderem in der Halbleiterindustrie verwendet, um die Empfindlichkeit der Totalreflexions-Röntgenfluoreszenzanalyse (TXRF) oder anderer analytischer Verfahren zu verbessern.
Entwickelt wurde das Verfahren 1984 von Mitarbeitern der Firma Toshiba.

## Funktionsweise
Die Präparation und Analyse von Verunreinigungen an und auf der Oberfläche eines Silizium-Wafers durch die Gasphasenzersetzung unterteilt sich in drei Schritte.
Im ersten Teilschritt wird die Silizium-Oberfläche durch eine chemische Reaktion mit Sauerstoff in Siliziumdioxid umgewandelt. Typische Prozessparameter für diese thermische Oxidation von Silizium sind eine Prozesstemperatur von 1000 °C und eine Prozesszeit von ca. 10 min, wobei eine ca. 15 nm dicke Oxidschicht entsteht. Dabei werden metallische Verunreinigungen in die Oxidschicht eingebaut, sammeln sich in einem grenzflächennahen Bereich am Silizium, vgl. Segregation, oder diffundieren in das Siliziumsubstrat. Im Beispiel von Eisen werden durch die Oxidation 50–90 % der Eisenatome im Oxid gebunden. Alternativ kann für einige Anwendungen auch ein sauber Siliziumwafer mit einer zuvor aufgebrachten Oxidschicht genutzt werden.
Im zweiten Teilschritt erfolgt die Auflösung des dünnen Oxidschicht und die damit verbundene Lösung der Metallionen in einer Flüssigkeit. Dazu wird die Oberfläche des Wafers einem Flusssäuredampf ausgesetzt, der auf dem Wafer kondensiert. Aufgrund des hydrophilen Charakters der Silizumdioxidoberfläche bildet sich ein mehr oder weniger dünner Film aus Flusssäurelösung, die das oberflächliche Siliziumdioxid zusammen mit den metallischen Verunreinigungen auflöst. Da das Silizumsubstrat selbst einen hydrophoben Charakter besitzt, zieht sich diese Lösung nach dem Auflösen der Siliziumdioxidschicht zu einem Tropfen zusammen (Idealfall), in dem eine (im Vergleich zur Waferfläche bzw. zur dünnen Oxidschicht) erhöhte Konzentration der zuvor auf und in der Oxidschicht befindlichen Verunreinigungen enthalten sind. Bei diesem Verfahren kann es jedoch durch Partikel oder andere Einflüsse durchaus dazu kommen, dass sich nicht nur ein, sondern mehrere Tröpfchen auf dem Substrat bilden. Um dennoch einen Mittelwert der Verunreinigungen normiert auf die gesamte Substratfläche zu erhalten, müssen diese Tröpfchen zunächst zu einem Tropfen zusammengeführt werden, beispielsweise mittels der VPD-DC-Methode (von englisch vapour phase decomposition-droplet collection, dt. ‚Gasphasenzersetzung und Tröpfchensammlung‘).
Der dritte Teilschritt ist die Analyse der Tröpfchen. Dazu wird der gesammelte Flüssigkeitstropfen (ca. 100 µl bis 1000 µl) zunächst getrocknet, wodurch eine weitere Konzentration der über den gesamten Wafer gesammelten Verunreinigungen stattfindet. Der entstehende granulare Rückstand kann nun durch verschiedene Analysemethoden untersucht und charakterisiert werden. Typische Messverfahren, mit denen die VPD kombiniert werden, sind die Totalreflexions-Röntgenfluoreszenzanalyse (TXRF), die Flammenatomabsorptionsspektroskopie (F-AAS) oder die Massenspektrometrie mit induktiv gekoppeltem Plasma (ICP-MS).

## Analysemethoden und Nachweisgrenzen
Da VPD im Wesentlichen eine Probenpräparationsmethode darstellt, ist die Nachweisgrenze des Verfahrens abhängig vom analytischen Verfahren, mit dem es kombiniert wird, beispielsweise die Totalreflexions-Röntgenfluoreszenzanalyse, die Flammenatomabsorptionsspektroskopie (F-AAS) oder die Massenspektrometrie mit induktiv gekoppeltem Plasma (ICP-MS). Allgemein liegt die Nachweisgrenze für die Kombination der VPD mit diesen Verfahren im Bereich von 108–1010 Atome pro Quadratzentimeter.
Die Kombination aus VPD und Totalreflexions-Röntgenfluoreszenzanalyse (TXRF) erlaubt eine Erhöhung der Empfindlichkeit für Übergangsmetall-Verunreinigungen (Kupfer, Nickel, Zink usw.) gegenüber TXRF um ca. zwei Größenordnungen. Die Kombination eignet sich jedoch nur für die Analyse von Elementen mit größeren Ordnungszahlen als Silizium. Elemente wie Natrium oder Aluminium, die in der Halbleitertechnik eine wichtige Rolle als metallische Verunreinigung spielen, können daher nicht detektiert werden.
Dieser Nachteil kann durch eine Elementanalyse per Flammenatomabsorptionsspektroskopie (F-AAS) oder Massenspektrometrie mit induktiv gekoppeltem Plasma (ICP-MS) umgangen werden. Neben der größeren Anzahl von messbaren chemischen Elementen erreichen Kombinationen von VPD mit diesen Methoden eine nochmals um ca. eine Größenordnung geringere Nachweisgrenze für die Analyse eines ganzen Wafers. Allerdings ist der analytische Aufwand entsprechend höher.

## Anwendungsbereich
Die Kombination aus VPD und einer Analysemethode wird in der Halbleitertechnik zur Ermittlung möglicher metallischer Kontaminationen von Wafern eingesetzt. Die Methode dient unter anderem zur Qualifizierungen von Produktionsanlagen. Dazu wird ein gereinigter Siliziumwafer, auf dem sich bereits eine dünne Oxidschicht befindet, mehrfach durch die Anlage gefahren und anschließend auf metallische Verunreinigungen untersucht.